# Liga Profesional de Túnez 2019-20
La Championnat de Ligue Profesionelle 1 2019-20 fue la 94.ª edición de la Championnat de Ligue Profesionelle 1, la máxima categoría de fútbol de Túnez. La temporada comenzó el 24 de agosto de 2019 y culminó el 13 de septiembre de 2020. El Espérance de Tunis fue el campeón de defensor.

## Formato
Un total de 14 equipos disputaron en sistema de todos contra todos totalizando 26 partidos para cada equipo. Al término de la temporada el primero fue campeón y con el segundo que fue subcampeón calificaron a la Liga de Campeones de la CAF 2020-21, por otro lado los dos últimos descendieron a la Championnat de Ligue Profesionelle 2 2020-21; esta vez sin play-off del descenso.

## Equipos participantes
| Pos.   | Equipo             | Ciudad      | Estadio                     | Capacidad |
| ------ | ------------------ | ----------- | --------------------------- | --------- |
| 1      | Espérance de Tunis | Tunis       | Stade olympique de Radès    | 60000     |
| 2      | Étoile du Sahel    | Sousse      | Stade olympique de Sousse   | 28000     |
| 3      | CS Sfaxien         | Sfax        | Stade Taïeb Mehiri          | 11000     |
| 4      | US Ben Guerdane    | Ben Gardane | Stade du 7-Mars             | 10000     |
| 5      | Club Africain      | Tunis       | Stade olympique de Radès    | 60000     |
| 6      | CA Bizertin        | Bizerte     | Stade du 5-Octobre          | 20000     |
| 7      | US Monastir        | Monastir    | Stade Mustapha Ben Jannet   | 20000     |
| 8      | US Tataouine       | Tataouine   | Stade Nejib Khattab         | 7000      |
| 9      | ES Métlaoui        | Métlaoui    | Stade Municipal de Métlaoui | 4500      |
| 10     | Stade Tunisien     | Tunis       | Stade Chedly-Zouiten        | 18000     |
| 11     | JS Kairouan        | Kairouan    | Stade Hamda-Laouani         | 4500      |
| 12     | CS Hammam-Lif      | Hammam-Lif  | Stade Bou Kornine           | 8000      |
| 1 (SD) | CS Chebba          | Chebba      | Stade de Chebba             | 3000      |
| 2 (SD) | AS Soliman         | Soliman     | Stade Municipal de Soliman  | 3000      |

### Ascensos y descensos
| Pos. | Descendidos de la Ligue Profesionelle 2018-19 |
| ---- | --------------------------------------------- |
| 13   | Stade Gabésien                                |
| 14   | AS Gabès                                      |

| Pos. | Ascendidos de la Ligue Profesionelle 2 2018-19 |
| ---- | ---------------------------------------------- |
| 1    | CS Chebba                                      |
| 2    | AS Soliman                                     |

## Tabla de posiciones
Actualizado el 13 de Septiembre de 2020.
| Pos. | Equipo                 | PJ | PG | PE | PP | GF | GC | DG  | Pts. | Clasificado a                                 |
| ---- | ---------------------- | -- | -- | -- | -- | -- | -- | --- | ---- | --------------------------------------------- |
| 1    | Espérance de Tunis (Q) | 26 | 18 | 8  | 0  | 41 | 12 | +29 | 62   | Campeón y Liga de Campeones de la CAF 2020-21 |
| 2    | CS Sfaxien (Q)         | 26 | 15 | 6  | 5  | 33 | 19 | +14 | 51   | Liga de Campeones de la CAF 2020-21           |
| 3    | US Monastir (Q)        | 26 | 12 | 9  | 5  | 36 | 19 | +17 | 45   | Copa Confederación de la CAF 2020-21          |
| 4    | Étoile du Sahel (Q)    | 26 | 12 | 7  | 7  | 37 | 25 | +12 | 43   | Copa Confederación de la CAF 2020-21          |
| 5    | Club Africain          | 26 | 13 | 7  | 6  | 28 | 14 | +14 | 40   |                                               |
| 6    | Stade Tunisien         | 26 | 10 | 6  | 10 | 26 | 27 | -1  | 36   |                                               |
| 7    | US Ben Guerdane        | 26 | 8  | 10 | 8  | 26 | 31 | -5  | 34   |                                               |
| 8    | CS Chebba (R)          | 26 | 7  | 9  | 10 | 33 | 33 | 0   | 30   | Excluido para 2020-21                         |
| 9    | AS Soliman             | 26 | 8  | 4  | 14 | 29 | 32 | -3  | 28   |                                               |
| 10   | US Tataouine           | 26 | 6  | 10 | 10 | 21 | 28 | -7  | 28   |                                               |
| 11   | ES Métlaoui            | 26 | 6  | 7  | 13 | 23 | 34 | -11 | 25   |                                               |
| 12   | CA Bizertin            | 26 | 5  | 8  | 13 | 18 | 35 | -17 | 23   |                                               |
| 13   | CS Hammam-Lif (Q)      | 26 | 5  | 7  | 14 | 19 | 39 | -20 | 22   | Play-offs del descenso                        |
| 14   | JS Kairouan (Q)        | 26 | 6  | 4  | 16 | 19 | 41 | -22 | 22   | Play-offs del descenso                        |

## Play-offs del descenso
Actualizado el 13 de Diciembre de 2020.
| Pos. | Equipo            | PJ | PG | PE | PP | GF | GC | DG | Pts. | Clasificado a                                  |
| ---- | ----------------- | -- | -- | -- | -- | -- | -- | -- | ---- | ---------------------------------------------- |
| 1    | JS Kairouan (O)   | 3  | 1  | 2  | 0  | 2  | 1  | +1 | 5    | Liga Profesional de Túnez 2020-21              |
| 2    | CS Hammam-Lif (R) | 3  | 1  | 2  | 0  | 2  | 1  | +1 | 5    | Descenso a Liga Profesional de Túnez 2 2020-21 |
| 3    | EGS Gafsa         | 3  | 1  | 1  | 1  | 2  | 2  | 0  | 4    | Liga Profesional de Túnez 2 2020-21            |
| 4    | EO Sidi Bouzid    | 3  | 0  | 1  | 2  | 1  | 3  | -1 | 1    | Liga Profesional de Túnez 2 2020-21            |